# Listasavn Føroya
Listasavn Føroya ("Faeröers Kunstmuseum") is het nationale museum voor kunst op de Faeröer, een autonoom gebied binnen het Koninkrijk Denemarken. Het is gevestigd in de hoofdstad Tórshavn.

## Beschrijving

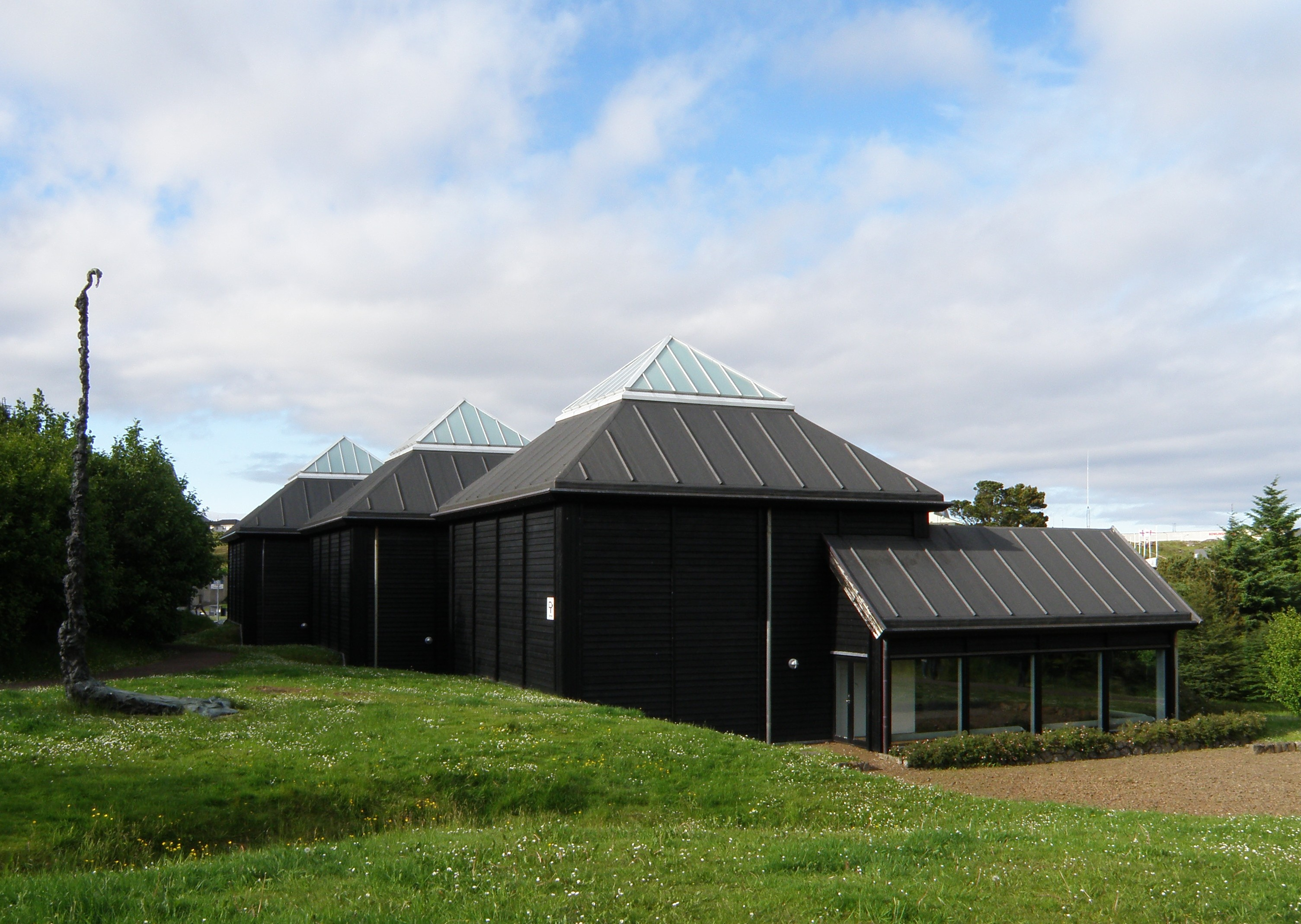
Listasavn Føroya in 2010

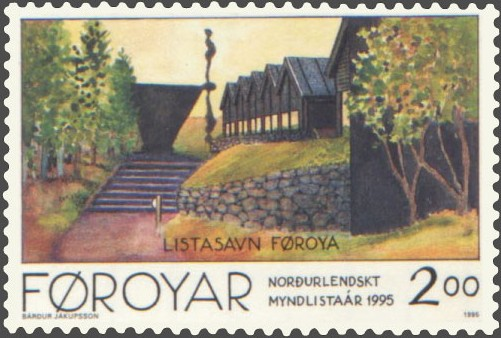
Listasavn Føroya op een Faeröerse postzegel uit 1995

Listasavn Føroya werd opgericht in 1989 en is gevestigd in een gebouw, dat in het Viðarlundin (het stadspark van Tórshavn) staat. De noordvleugel van het pand dateert uit 1970 en werd ontworpen door de Faeröerse architect J.P. Gregoriussen. Dit gedeelte van het pand herbergt de kunstgalerie Listaskáli, waarin de collectie is te zien van de Listafelag Føroya, de Faeröerse kunstvereniging. In 1993 werd een nieuw aangebouwd gedeelte van het museum geopend, waarin de sinds 1948 in opdracht van de Faeröerse regering bijeengebrachte kunstverzameling wordt getoond. Dit gedeelte van het museum werd eveneens door Gregoriussen ontworpen, in samenwerking met Niels Frithiof Truelsen. De totale oppervlakte van Listasavn Føroya bedraagt 1600 m². In het gebouw bevindt zich een grafiekwerkplaats, die zowel aan Faeröerse als buitenlandse kunstenaars ter beschikking staat.
Het museum is een onafhankelijk instituut, dat wordt geleid door een bestuur van vier personen. Hierin zijn de Faeröerse regering, Listafelag Føroya, de Faeröerse kunstenaarsvereniging Føroysk Myndlistafólk en de gemeenteraad van Tórshavn ieder met een lid vertegenwoordigd.

## Tentoonstellingen
De permanente collectie van Listasavn Føroya is een grote verzameling van oude en moderne Faeröerse kunst, die zowel uit schilderijen, grafiek als uit beeldhouwwerken bestaat. Een belangrijk deel hiervan is gewijd aan de Faeröerse kunstschilder Sámal Joensen-Mikines (1906-1979). Verder zijn in het museum regelmatig wisselende tentoonstellingen van binnen- en buitenlandse kunstenaars te zien. Ook wordt er ieder jaar de Várframsýningin ("Voorjaarstentoonstelling") gehouden, die wordt georganiseerd door de Føroysk Myndlistafólk. Een door deze vereniging benoemde jury beoordeelt op deze tentoonstelling recent werk van Faeröerse kunstenaars.